# Achlys (mitologia)
Achlys (Ἀχλύς) – w mitologii greckiej personifikacja nocy, bogini nieszczęścia i smutku. Uważana za przedwieczną istotę istniejącą jeszcze przed Chaosem. Wspomina ją Hezjod w Tarczy Heraklesa (264) jako bladą i wychudzoną postać z wyszczerzonymi zębami i oczami mokrymi od łez. Miała opuchnięte kolana, długie pazury, z jej nozdrzy ciekła ropa, zaś z policzków krew.